# Simris
Simris é uma localidade da Suécia, situada na província histórica da Escânia.

Tem cerca de  211 habitantes, e pertence à Comuna de Simrishamn.

Está localizada no sudeste da planície de Österlen, a 3 km da cidade de Simrishamn, nas margens do Mar Báltico.

Nesta pequena localidade existe uma igreja medieval do século XII, e duas pedras rúnicas, conhecidas como Pedra de Simris 1 e Pedra de Simris 2.